# نيتروم
نيتروم المحدودة (بالإنجليزية: Nitrome Limited)‏ أو نيتروم هي شركة بريطانية مطورة لألعاب الفيديو المستقلة يقع مقرها في لندن. تقوم الشركة بإنشاء الألعاب باستخدام محرك يونيتي (سابقا كانت تستخدم فلاش) لمتصفحات الإنترنت وللهاتف أيضًا.